# Edward Smith
Kaptajn Edward John Smith (født 27. januar 1850 i Hanley, Stoke-on-Trent, død 15. april 1912) var en britisk sømand og kaptajn. Smith var kaptajn på RMS Titanic, som kolliderede med et isbjerg natten til den 15. april 1912 og sank, hvorved Smith omkom. Han var søn af Edward og Catherine Smith.

## Biografi
Edward John Smith blev født i byen Hanley i Stoke-on-Trent. Hans forældre var Edward Smith, en keramiker, og Catherine Hancock (født Marsh), som blev gift i 1841 i Wolstanton. Hans forældre ejede senere en forretning. Smith gik på Etruria British School til han fyldte 13. Han drog senere til Liverpool for at starte en karriere som sømand. Han blev oplært ved Gibson & Co., Liverpool.
Den 12. juli 1887 blev Smith gift med Sarah Eleanor Pennington. Deres datter, Helen Melville Smith, blev født i Waterloo, Lancashire, i 1898. Familien boede i et rødt murstenshus, kaldt Woodhead, på Winn Road, Portswood, Southampton.
Smith omkom, da Titanic forliste; Han blev sidst set på vej til broen af Titanic, da det sank. Det vides ikke præcist hvordan han døde, men der findes forskellige forklaringer og rygter om Smiths død, blandt andet, at han han skød sig selv i hovedet med en pistol. 
En mindestatue af Smith blev rejst i Lichfield i 1914.